# Irengia guianensis
Irengia guianensis là một loài ruồi trong họ Tachinidae.